# Aéroport international de Shijiazhuang Zhengding
L'aéroport international de Shijiazhuang Zhengding est un aéroport qui dessert Shijiazhuang dans la province du Hebei en Chine. Il a ouvert en 1995. Il a accueilli 5 110 536 passagers en 2011.

## Histoire
L'aéroport de Shijiazhuang Zhengding ouvre en 1995, et est renommé aéroport international de Shijiazhuang Zhengding en juillet 2008.

## Situation

### Carte des 50 premiers aéroports de Chine
| \| 500 km1:25 016 000 \| Baotou Canton Changchun Changsha Chengdu-CTU Chengdu-TFU Chongqing Dalian Fuzhou Guilin Guiyang Haikou Hailar Hangzhou Harbin Hefei Hohhot Jinan Jinghong Kunming Lanzhou Lhassa Lijiang Nanchang Nankin Nanning Ningbo Pékin · Capitale Pékin · Daxing Qingdao Quanzhou Sanya Shanghaï-Pudong Shanghaï-Hongqiao Shantou-Chaozhou-Jieyang Shenyang Shenzhen Shijiazhuang Taiyuan Tianjin Ürümqi Wenzhou Wuhan Suzhou Xiamen Xi'an Xining Yantai Yinchuan Zhengzhou Zhuhai-Jinwan |
| 500 km1:25 016 000 |

## Compagnies aériennes et destinations

### Passagers
| Compagnies                | Destinations |
| ------------------------- | --- |
| Air Chang'an              | Shenyang, Xi'an-Xianyang |
| Air Guilin                | Guilin-Liangjiang, Zhangjiakou Ningyuan (en) |
| Beijing Capital Airlines  | Changchun, Hangzhou-Xiaoshan, Harbin Taiping, Lijiang, Nankin, Sanya-Phénix, Shenyang, Ürümqi-Diwopu, Xi'an-Xianyang, Hohhot |
| Chengdu Airlines          | Chengdu-Shuangliu, Changchun |
| China Eastern Airlines    | Hangzhou-Xiaoshan, Hohhot, Lanzhou, Nankin, Qingdao-Jiaodong |
| China Express Airlines    | Dalian-Zhoushuizi, Qinhuangdao Beidaihe |
| China Southern Airlines   | Baotou-Donghe, Beihai-Fucheng, Changsha, Dalian-Zhoushuizi, Canton-Baiyun, Harbin Taiping, Shenyang, Shenzhen-Bao'an, Ürümqi-Diwopu |
| China United Airlines     | Chengdu-Shuangliu, Dalian-Zhoushuizi, Fuoshan Shadi, Canton-Baiyun, Ordos Ejin Horo, Shanghai-Hongqiao, Shanghai-Pudong, Shenzhen-Bao'an |
| Colorful Guizhou Airlines | Guiyang, Kǎilǐ Huangping (en) |
| Far Eastern Air Transport | Taïwan-Taoyuan |
| Fuzhou Airlines           | Harbin Taiping |
| GX Airlines               | Nanning, Shiyan Wudangshan (en) |
| Hainan Airlines           | Baotou-Donghe, Changchun, Canton-Baiyun, Haikou, Hangzhou-Xiaoshan, Harbin Taiping, Sanya-Phénix, Yichang, Yingkou (zh), Zhangjiakou Ningyuan (en) |
| Hebei Airlines            | - Bangkok-Suvarnabhumi, - Chengde Puning (en), - Chengdu-Shuangliu, - Chongqing-Jiangbei, - Fuzhou-Chánglè, - Canton-Baiyun, - Guiyang, - Haikou, - Hailar, - Hangzhou-Xiaoshan, - Harbin Taiping, - Hohhot, - Kunming-Changshui, - Manzhouli, - Mianyang Nanjiao, - Nankin, - Nanning, - Ningbo, - Phuket, - Qinhuangdao Beidaihe, - Qingdao-Jiaodong, - Quanzhou Jinjiang, - Sanya-Phénix, - Shanghai-Hongqiao, - Shanghai-Pudong, - Shenzhen-Bao'an, - Singapour-Changi, - Taïwan-Taoyuan, - Tangshan Sannühe (en), - Wenzhou-Longwan, - Xiamen-Gaoqi, - Xi'an-Xianyang, - Zhanjiang-Wuchuan, - Zhangjiakou Ningyuan (en) |
| Jeju Air                  | Charter : Pusan-Gimhae, Séoul-Incheon |
| Kunming Airlines          | Changchun, Kunming-Changshui |
| Loong Air                 | Hangzhou-Xiaoshan, Lanzhou |
| Okay Airways              | Tianjin Binhai, Yulin (en) |
| Shandong Airlines         | Chongqing-Jiangbei, Qingdao-Jiaodong, Xining-Caojiabao, Yantai, Yinchuan Hedong |
| Sichuan Airlines          | Chengdu-Shuangliu, Harbin Taiping, Kunming-Changshui |
| Spring Airlines           | Chengdu-Shuangliu, Chongqing-Jiangbei, Dalian-Zhoushuizi, Fuzhou-Chánglè, Canton-Baiyun, Guilin-Liangjiang, Hangzhou-Xiaoshan, Hohhot, Kunming-Changshui, Luoyang, Nankin, Shanghai-Hongqiao, Shenyang, Shenzhen-Bao'an, Xiamen-Gaoqi, Xuzhou-Guanyin, Zhangjiajie |
| Spring Airlines           | Bangkok-Suvarnabhumi, Hong Kong, Jeju, Séoul-Incheon, Taïwan-Taoyuan |
| Tianjin Airlines          | Hefei, Hohhot En saison charter : Sihanoukville |
| Tibet Airlines            | Lanzhou, Lhassa-Gonggar |
| Vietnam Airlines          | Charter : Đà Nẵng |
| West Air                  | Chongqing-Jiangbei |

Édité le 03/02/2018

### Cargo
| Compagnies            | Destinations          |
| --------------------- | --------------------- |
| China Postal Airlines | Nankin, Séoul-Incheon |
| Hongkong Airlines     | Hong Kong             |